# Flecha Valona Feminina de 2020
A 23.ª edição da Flecha Valona Feminina celebrou-se a 30 de setembro de 2020 sobre um percurso de 124  km com início e final na cidade de Huy na Bélgica arrematando no conhecido Muro de Huy.
A corrida fez parte do UCI WorldTour Feminino de 2020 como concorrência de categoria 1.wwT do calendário ciclístico de máximo nível mundial sendo a sexta corrida de dito circuito e foi vencida pela ciclista neerlandesa Anna van der Breggen da equipa Boels-Dolmans, quem com esta vitória somou seu sexto triunfo consecutivo na corrida. O pódio completaram-no a ciclista dinamarquesa Cecilie Uttrup Ludwig da equipa FDJ Nouvelle Aquitaine Futuroscope e a também ciclista neerlandesa Demi Vollering da equipa Parkhotel Valkenburg.

## Percorrido
O percurso foi similar ao da edição anterior e esteve composto por um grande circuito seguido por circuito menor. Subiram-se 7 cotas, que se indicam a seguir:
| Não. | Nome                       | Comprimento (m) | Pendente média | km    | km à chegada |
| ---- | -------------------------- | --------------- | -------------- | ----- | ------------ |
| 1    | Côte de Warre              | 45              | 2 200          | 4,9 % | 79           |
| 2    | Côte d'Ereffe              | 72,5            | 2 100          | 5 %   | 51,5         |
| 3    | Côte de Cherave            | 82              | 1 800          | 6,5 % | 42           |
| 4    | Muro de Huy                | 92              | 1 300          | 9,6 % | 32           |
| 5    | Côte d'Ereffe              | 104,5           | 2 100          | 5 %   | 19,5         |
| 6    | Côte du chemin des Gueuses | 114             | 1 800          | 6,5 % | 10           |
| 7    | Muro de Huy                | 124             | 1 300          | 9,6 % | 0            |

## Equipas
Tomaram parte na corrida um total de 24 equipas convidadas pela organização, 8 dos quais foram de categoria UCI WordTeam Feminino e 15 de categoria UCI Women's continental teams, quem conformaram um pelotão de 133 ciclistas das quais terminaram 104. As equipas participantes foram:
| translation for headoftableIII_translate index 58 not found (8)- Alé BTC Ljubljana - Canyon-SRAM Racing - CCC-Liv - FDJ-Nouvelle Aquitaine-Futuroscope - Mitchelton-Scott - Movistar Team - Sunweb Women - Trek-Segafredo UCI Women's continental teams (16)- Arkéa Pro Cycling Team - Aromitalia Vaiano - Astana Women's - Paule Ka - Boels Dolmans - Ceratizit-WNT Pro Cycling - Charente-Maritime Women Cycling - Chevalmeire - Ciclotel - Cogeas Mettler Look - Doltcini-Van Eyck Sport - Lotto Soudal Ladies - Massi Tactic - Parkhotel Valkenburg-Destil - Tibco-Silicon Valley Bank - Valcar-Travel & Service |
| |

## Classificações finais
As classificações finalizaram da seguinte forma:

### Classificação geral
| \| Classificação geral \| Classificação geral \| Classificação geral \| Classificação geral \| Classificação geral \| \| Ciclista \| Ciclista \| Equipe \| Tempo \| \| \| ------------------- \| ---------------------- \| ---------------------------------- \| ------------------- \| ------------------- \| \| 1. \| Anna van der Breggen \| Boels Dolmans \| 3h17m28s \| \| \| 2. \| Cecilie Uttrup Ludwig \| FDJ-Nouvelle Aquitaine-Futuroscope \| + 2s \| \| \| 3. \| Demi Vollering \| Parkhotel Valkenburg \| + 6s \| \| \| 4. \| Lizzie Deignan \| Trek-Segafredo \| + 11s \| \| \| 5. \| Elisa Longo Borghini \| Trek-Segafredo \| + 11s \| \| \| 6. \| Ashleigh Moolman Pasio \| CCC-Liv \| + 11s \| \| \| 7. \| Mikayla Harvey \| Paule Ka \| + 11s \| \| \| 8. \| Liane Lippert \| Sunweb \| + 18s \| \| \| 9. \| Marianne Vos \| CCC-Liv \| + 22s \| \| \| 10. \| Katarzyna Niewiadoma \| Canyon-SRAM Racing \| + 25s \| \| |                        |                                    |          |
| |                        |                                    |          |
| Fonte: ProCyclingStats |                        |                                    |          |
| Classificação geral |                        |                                    |          |
| Ciclista | Ciclista               | Equipe                             | Tempo    |
| 1. | Anna van der Breggen   | Boels Dolmans                      | 3h17m28s |
| 2. | Cecilie Uttrup Ludwig  | FDJ-Nouvelle Aquitaine-Futuroscope | + 2s     |
| 3. | Demi Vollering         | Parkhotel Valkenburg               | + 6s     |
| 4. | Lizzie Deignan         | Trek-Segafredo                     | + 11s    |
| 5. | Elisa Longo Borghini   | Trek-Segafredo                     | + 11s    |
| 6. | Ashleigh Moolman Pasio | CCC-Liv                            | + 11s    |
| 7. | Mikayla Harvey         | Paule Ka                           | + 11s    |
| 8. | Liane Lippert          | Sunweb                             | + 18s    |
| 9. | Marianne Vos           | CCC-Liv                            | + 22s    |
| 10. | Katarzyna Niewiadoma   | Canyon-SRAM Racing                 | + 25s    |

## Ciclistas participantes e posições finais
| Boels Dolmans DLT | Boels Dolmans DLT                    | Boels Dolmans DLT |
| ----------------- | ------------------------------------ | ----------------- |
| Num               | Ciclista                             | Pos               |
| 1                 | Anna van der Breggen (NED) (estrada) | 1.                |
| 2                 | Eva Buurman (NED)                    | 75.               |
| 3                 | Karol-Ann Canuel (CAN) (estrada)     | 53.               |
| 4                 | Christine Majerus (LUX) (estrada)    | 45.               |
| 5                 | Amy Pieters (NED)                    | 19.               |
| 7                 | Chantal van den Broek-Blaak (NED)    | 21.               |

| Mitchelton-Scott MTS | Mitchelton-Scott MTS   | Mitchelton-Scott MTS |
| -------------------- | ---------------------- | -------------------- |
| Num                  | Ciclista               | Pos                  |
| 12                   | Jessica Allen (AUS)    | 101.                 |
| 13                   | Grace Brown (AUS)      | 13.                  |
| 14                   | Janneke Ensing (NED)   | 104.                 |
| 15                   | Lucy Kennedy (AUS)     | 14.                  |
| 16                   | Georgia Williams (NZL) | 68.                  |

| CCC-Liv CCC | CCC-Liv CCC                            | CCC-Liv CCC |
| ----------- | -------------------------------------- | ----------- |
| Num         | Ciclista                               | Pos         |
| 21          | Marianne Vos (NED)                     | 9.          |
| 22          | Sofia Bertizzolo (ITA)                 | 84.         |
| 23          | Ashleigh Moolman Pasio (RSA) (estrada) | 6.          |
| 24          | Soraya Paladin (ITA)                   | 86.         |
| 25          | Pauliena Rooijakkers (NED)             | 29.         |
| 26          | Sabrina Stultiens (NED)                | 32.         |

| Parkhotel Valkenburg PHV | Parkhotel Valkenburg PHV | Parkhotel Valkenburg PHV |
| ------------------------ | ------------------------ | ------------------------ |
| Num                      | Ciclista                 | Pos                      |
| 31                       | Demi Vollering (NED)     | 3.                       |
| 32                       | Nina Buysman (NED)       | 77.                      |
| 33                       | Anouska Koster (NED)     | 27.                      |
| 34                       | Hanna Nilsson (SWE)      | 36.                      |
| 35                       | Karlijn Swinkels (NED)   | 63.                      |
| 36                       | Nancy van der Burg (NED) | 23.                      |

| Canyon-SRAM Racing CSR | Canyon-SRAM Racing CSR       | Canyon-SRAM Racing CSR |
| ---------------------- | ---------------------------- | ---------------------- |
| Num                    | Ciclista                     | Pos                    |
| 41                     | Katarzyna Niewiadoma (POL)   | 10.                    |
| 43                     | Hannah Barnes (GBR)          | 20.                    |
| 44                     | Elena Cecchini (ITA)         | 47.                    |
| 45                     | Tiffany Cromwell (AUS)       | 39.                    |
| 46                     | Alexis Ryan (USA)            | 87.                    |
| 48                     | Omer Shapira (ISR) (estrada) | 49.                    |

| Trek-Segafredo TFS | Trek-Segafredo TFS                  | Trek-Segafredo TFS |
| ------------------ | ----------------------------------- | ------------------ |
| Num                | Ciclista                            | Pos                |
| 51                 | Lizzie Deignan (GBR)                | 4.                 |
| 52                 | Audrey Cordon-Ragot (FRA) (estrada) | 37.                |
| 53                 | Elisa Longo Borghini (ITA)          | 5.                 |
| 54                 | Anna Plichta (POL)                  | DNF                |
| 55                 | Tayler Wiles (USA)                  | DNF                |
| 56                 | Ruth Winder (USA) (estrada)         | 31.                |

| FDJ-Nouvelle Aquitaine-Futuroscope FDJ | FDJ-Nouvelle Aquitaine-Futuroscope FDJ | FDJ-Nouvelle Aquitaine-Futuroscope FDJ |
| -------------------------------------- | -------------------------------------- | -------------------------------------- |
| Num                                    | Ciclista                               | Pos                                    |
| 61                                     | Cecilie Uttrup Ludwig (DEN)            | 2.                                     |
| 62                                     | Brodie Chapman (AUS)                   | 48.                                    |
| 63                                     | Eugénie Duval (FRA)                    | 79.                                    |
| 64                                     | Victorie Guilman (FRA)                 | 70.                                    |
| 65                                     | Évita Muzic (FRA)                      | 56.                                    |
| 66                                     | Jade Wiel (FRA)                        | 78.                                    |

| Sunweb SUN | Sunweb SUN             | Sunweb SUN |
| ---------- | ---------------------- | ---------- |
| Num        | Ciclista               | Pos        |
| 71         | Liane Lippert (GER)    | 8.         |
| 72         | Alison Jackson (CAN)   | 40.        |
| 73         | Leah Kirchmann (CAN)   | 44.        |
| 74         | Juliette Labous (FRA)  | 22.        |
| 75         | Floortje Mackaij (NED) | 18.        |
| 76         | Wilma Olausson (SWE)   | 91.        |

| Alé BTC Ljubljana ALE | Alé BTC Ljubljana ALE        | Alé BTC Ljubljana ALE |
| --------------------- | ---------------------------- | --------------------- |
| Num                   | Ciclista                     | Pos                   |
| 81                    | Mavi García (ESP) (estrada)  | 38.                   |
| 82                    | Eugenia Bujak (SLO)          | 34.                   |
| 83                    | Anastasia Chursina (RUS)     | 16.                   |
| 84                    | Tatiana Guderzo (ITA)        | 85.                   |
| 85                    | Urša Pintar (SLO) (estrada)  | 25.                   |
| 86                    | Eri Yonamine (JPN) (estrada) | 50.                   |

| Movistar Team MOV | Movistar Team MOV              | Movistar Team MOV |
| ----------------- | ------------------------------ | ----------------- |
| Num               | Ciclista                       | Pos               |
| 91                | Katrine Aalerud (NOR)          | 11.               |
| 93                | Jelena Erić (SRB) (estrada)    | 28.               |
| 94                | Alicia González Blanco (ESP)   | 93.               |
| 95                | Paula Patiño (COL)             | 41.               |
| 96                | Gloria Rodríguez Sánchez (ESP) | 51.               |
| 98                | Lourdes Oyarbide (ESP)         | 99.               |

| Ceratizit-WNT Pro Cycling WNT | Ceratizit-WNT Pro Cycling WNT | Ceratizit-WNT Pro Cycling WNT |
| ----------------------------- | ----------------------------- | ----------------------------- |
| Num                           | Ciclista                      | Pos                           |
| 101                           | Erica Magnaldi (ITA)          | 42.                           |
| 102                           | Laura Asencio (FRA)           | 89.                           |
| 103                           | Kathrin Hammes (GER)          | 66.                           |
| 104                           | Julie Norman Leth (DEN)       | 83.                           |
| 105                           | Sarah Rijkes (AUT)            | 69.                           |
| 106                           | Lara Vieceli (ITA)            | 73.                           |

| Valcar-Travel & Service VAL | Valcar-Travel & Service VAL | Valcar-Travel & Service VAL |
| --------------------------- | --------------------------- | --------------------------- |
| Num                         | Ciclista                    | Pos                         |
| 111                         | Marta Cavalli (ITA)         | 17.                         |
| 112                         | Elisa Balsamo (ITA)         | 46.                         |
| 113                         | Vittoria Guazzini (ITA)     | 88.                         |
| 115                         | Federica Piergiovanni (ITA) | DNF                         |
| 116                         | Silvia Pollicini (ITA)      | 102.                        |

| Paule Ka EPK | Paule Ka EPK                       | Paule Ka EPK |
| ------------ | ---------------------------------- | ------------ |
| Num          | Ciclista                           | Pos          |
| 121          | Mikayla Harvey (NZL)               | 7.           |
| 122          | Elise Chabbey (SUI)                | 24.          |
| 123          | Niamh Fisher-Black (NZL) (estrada) | 12.          |
| 124          | Nikola Nosková (CZE)               | 52.          |

| Lotto Soudal Ladies LSL | Lotto Soudal Ladies LSL  | Lotto Soudal Ladies LSL |
| ----------------------- | ------------------------ | ----------------------- |
| Num                     | Ciclista                 | Pos                     |
| 131                     | Julie Van de Velde (BEL) | DNF                     |
| 132                     | Teuntje Beekhuis (NED)   | 43.                     |
| 135                     | Lone Meertens (BEL)      | 97.                     |
| 136                     | Jesse Vandenbulcke (BEL) | DNF                     |

| Cogeas-Mettler-Look Pro Cycling Team CGS | Cogeas-Mettler-Look Pro Cycling Team CGS | Cogeas-Mettler-Look Pro Cycling Team CGS |
| ---------------------------------------- | ---------------------------------------- | ---------------------------------------- |
| Num                                      | Ciclista                                 | Pos                                      |
| 141                                      | Maria Novolodskaya (RUS)                 | 58.                                      |
| 142                                      | Annabel Fisher (GBR)                     | DNF                                      |
| 143                                      | Iuliia Galimullina (RUS)                 | 94.                                      |
| 144                                      | Aigul Gareyeva (RUS)                     | 57.                                      |
| 146                                      | Noemi Rüegg (SUI)                        | DNF                                      |
| 147                                      | Diana Klimova (RUS) (estrada)            | 59.                                      |

| Astana Women's ASA | Astana Women's ASA    | Astana Women's ASA |
| ------------------ | --------------------- | ------------------ |
| Num                | Ciclista              | Pos                |
| 151                | Lisandra Guerra (CUB) | 35.                |
| 153                | Liliana Moreno (COL)  | DNF                |
| 155                | Katia Ragusa (ITA)    | 30.                |
| 156                | Olga Shekel (UKR)     | DNF                |

| Tibco-Silicon Valley Bank TIB | Tibco-Silicon Valley Bank TIB   | Tibco-Silicon Valley Bank TIB |
| ----------------------------- | ------------------------------- | ----------------------------- |
| Num                           | Ciclista                        | Pos                           |
| 161                           | Lauren Stephens (USA)           | 15.                           |
| 162                           | Leah Dixon (GBR)                | 80.                           |
| 163                           | Kristen Faulkner (USA)          | 33.                           |
| 164                           | Nina Kessler (NED)              | 71.                           |
| 165                           | Sharlotte Lucas (NZL) (estrada) | 81.                           |
| 166                           | Shannon Malseed (AUS)           | DNF                           |

| Doltcini-Van Eyck-Proximus DVE | Doltcini-Van Eyck-Proximus DVE        | Doltcini-Van Eyck-Proximus DVE |
| ------------------------------ | ------------------------------------- | ------------------------------ |
| Num                            | Ciclista                              | Pos                            |
| 171                            | Nicole Hanselmann (SUI)               | DNF                            |
| 172                            | Mieke Docx (BEL)                      | 96.                            |
| 173                            | Kathrin Schweinberger (AUT) (estrada) | DNF                            |
| 174                            | Christina Schweinberger (AUT)         | 74.                            |
| 175                            | Nicole Steigenga (NED)                | 67.                            |
| 176                            | Marieke de Groot (NED)                | DNF                            |

| Aromitalia Vaiano VAI | Aromitalia Vaiano VAI     | Aromitalia Vaiano VAI |
| --------------------- | ------------------------- | --------------------- |
| Num                   | Ciclista                  | Pos                   |
| 181                   | Rasa Leleivytė (LTU)      | 55.                   |
| 182                   | Letizia Borghesi (ITA)    | 90.                   |
| 183                   | Anastasia Carbonari (ITA) | DNF                   |
| 184                   | Carmela Cipriani (ITA)    | 54.                   |
| 185                   | Sofia Collinelli (ITA)    | DNF                   |
| 186                   | Giulia Marchesini (ITA)   | DNF                   |

| Arkéa Pro Cycling Team ARK | Arkéa Pro Cycling Team ARK | Arkéa Pro Cycling Team ARK |
| -------------------------- | -------------------------- | -------------------------- |
| Num                        | Ciclista                   | Pos                        |
| 191                        | Sandra Levenez (FRA)       | 26.                        |
| 192                        | Coralie Houdin (FRA)       | 82.                        |
| 193                        | Lucie Jounier (FRA)        | DNF                        |
| 194                        | Typhaine Laurance (FRA)    | 64.                        |
| 195                        | Anaïs Morichon (FRA)       | DNF                        |
| 196                        | Gladys Verhulst (FRA)      | 65.                        |

| Ciclotel CTL | Ciclotel CTL                 | Ciclotel CTL |
| ------------ | ---------------------------- | ------------ |
| Num          | Ciclista                     | Pos          |
| 201          | Olha Kulynych (UKR)          | 103.         |
| 202          | Kim de Baat (BEL)            | DNF          |
| 203          | Valeriya Kononenko (UKR)     | 61.          |
| 204          | Alice Sharpe (IRL) (estrada) | 98.          |
| 205          | Sara Van de Vel (BEL)        | 60.          |
| 206          | Kirstie van Haaften (NED)    | DNF          |

| Chevalmeire CCT | Chevalmeire CCT           | Chevalmeire CCT |
| --------------- | ------------------------- | --------------- |
| Num             | Ciclista                  | Pos             |
| 211             | Rossella Ratto (ITA)      | 76.             |
| 212             | Thalita de Jong (NED)     | DNF             |
| 215             | Puck Moonen (NED)         | DNF             |
| 216             | Kelly Van den Steen (BEL) | 95.             |

| Charente-Maritime CMW | Charente-Maritime CMW | Charente-Maritime CMW |
| --------------------- | --------------------- | --------------------- |
| Num                   | Ciclista              | Pos                   |
| 221                   | Coralie Demay (FRA)   | DNF                   |
| 222                   | Noémie Abgrall (FRA)  | 92.                   |
| 223                   | Alice Coutinho (FRA)  | DNF                   |
| 224                   | India Grangier (FRA)  | 72.                   |
| 225                   | Manon Souyris (FRA)   | 62.                   |

| Massi Tactic MAT | Massi Tactic MAT              | Massi Tactic MAT |
| ---------------- | ----------------------------- | ---------------- |
| Num              | Ciclista                      | Pos              |
| 231              | Mireia Benito (ESP)           | DNF              |
| 232              | Isabel Martin (ESP)           | DNF              |
| 233              | Martina Moreno Monteys (ESP)  | DNF              |
| 234              | Nerea Nuno Iglesias (ESP)     | DNF              |
| 235              | Gabrielle Pilote Fortin (CAN) | DNF              |
| 236              | Mireia Trias (ESP)            | 100.             |

| Boels Dolmans DLT | Boels Dolmans DLT                    | Boels Dolmans DLT |
| ----------------- | ------------------------------------ | ----------------- |
| Num               | Ciclista                             | Pos               |
| 1                 | Anna van der Breggen (NED) (estrada) | 1.                |
| 2                 | Eva Buurman (NED)                    | 75.               |
| 3                 | Karol-Ann Canuel (CAN) (estrada)     | 53.               |
| 4                 | Christine Majerus (LUX) (estrada)    | 45.               |
| 5                 | Amy Pieters (NED)                    | 19.               |
| 7                 | Chantal van den Broek-Blaak (NED)    | 21.               |

| Mitchelton-Scott MTS | Mitchelton-Scott MTS   | Mitchelton-Scott MTS |
| -------------------- | ---------------------- | -------------------- |
| Num                  | Ciclista               | Pos                  |
| 12                   | Jessica Allen (AUS)    | 101.                 |
| 13                   | Grace Brown (AUS)      | 13.                  |
| 14                   | Janneke Ensing (NED)   | 104.                 |
| 15                   | Lucy Kennedy (AUS)     | 14.                  |
| 16                   | Georgia Williams (NZL) | 68.                  |

| CCC-Liv CCC | CCC-Liv CCC                            | CCC-Liv CCC |
| ----------- | -------------------------------------- | ----------- |
| Num         | Ciclista                               | Pos         |
| 21          | Marianne Vos (NED)                     | 9.          |
| 22          | Sofia Bertizzolo (ITA)                 | 84.         |
| 23          | Ashleigh Moolman Pasio (RSA) (estrada) | 6.          |
| 24          | Soraya Paladin (ITA)                   | 86.         |
| 25          | Pauliena Rooijakkers (NED)             | 29.         |
| 26          | Sabrina Stultiens (NED)                | 32.         |

| Parkhotel Valkenburg PHV | Parkhotel Valkenburg PHV | Parkhotel Valkenburg PHV |
| ------------------------ | ------------------------ | ------------------------ |
| Num                      | Ciclista                 | Pos                      |
| 31                       | Demi Vollering (NED)     | 3.                       |
| 32                       | Nina Buysman (NED)       | 77.                      |
| 33                       | Anouska Koster (NED)     | 27.                      |
| 34                       | Hanna Nilsson (SWE)      | 36.                      |
| 35                       | Karlijn Swinkels (NED)   | 63.                      |
| 36                       | Nancy van der Burg (NED) | 23.                      |

| Canyon-SRAM Racing CSR | Canyon-SRAM Racing CSR       | Canyon-SRAM Racing CSR |
| ---------------------- | ---------------------------- | ---------------------- |
| Num                    | Ciclista                     | Pos                    |
| 41                     | Katarzyna Niewiadoma (POL)   | 10.                    |
| 43                     | Hannah Barnes (GBR)          | 20.                    |
| 44                     | Elena Cecchini (ITA)         | 47.                    |
| 45                     | Tiffany Cromwell (AUS)       | 39.                    |
| 46                     | Alexis Ryan (USA)            | 87.                    |
| 48                     | Omer Shapira (ISR) (estrada) | 49.                    |

| Trek-Segafredo TFS | Trek-Segafredo TFS                  | Trek-Segafredo TFS |
| ------------------ | ----------------------------------- | ------------------ |
| Num                | Ciclista                            | Pos                |
| 51                 | Lizzie Deignan (GBR)                | 4.                 |
| 52                 | Audrey Cordon-Ragot (FRA) (estrada) | 37.                |
| 53                 | Elisa Longo Borghini (ITA)          | 5.                 |
| 54                 | Anna Plichta (POL)                  | DNF                |
| 55                 | Tayler Wiles (USA)                  | DNF                |
| 56                 | Ruth Winder (USA) (estrada)         | 31.                |

| FDJ-Nouvelle Aquitaine-Futuroscope FDJ | FDJ-Nouvelle Aquitaine-Futuroscope FDJ | FDJ-Nouvelle Aquitaine-Futuroscope FDJ |
| -------------------------------------- | -------------------------------------- | -------------------------------------- |
| Num                                    | Ciclista                               | Pos                                    |
| 61                                     | Cecilie Uttrup Ludwig (DEN)            | 2.                                     |
| 62                                     | Brodie Chapman (AUS)                   | 48.                                    |
| 63                                     | Eugénie Duval (FRA)                    | 79.                                    |
| 64                                     | Victorie Guilman (FRA)                 | 70.                                    |
| 65                                     | Évita Muzic (FRA)                      | 56.                                    |
| 66                                     | Jade Wiel (FRA)                        | 78.                                    |

| Sunweb SUN | Sunweb SUN             | Sunweb SUN |
| ---------- | ---------------------- | ---------- |
| Num        | Ciclista               | Pos        |
| 71         | Liane Lippert (GER)    | 8.         |
| 72         | Alison Jackson (CAN)   | 40.        |
| 73         | Leah Kirchmann (CAN)   | 44.        |
| 74         | Juliette Labous (FRA)  | 22.        |
| 75         | Floortje Mackaij (NED) | 18.        |
| 76         | Wilma Olausson (SWE)   | 91.        |

| Alé BTC Ljubljana ALE | Alé BTC Ljubljana ALE        | Alé BTC Ljubljana ALE |
| --------------------- | ---------------------------- | --------------------- |
| Num                   | Ciclista                     | Pos                   |
| 81                    | Mavi García (ESP) (estrada)  | 38.                   |
| 82                    | Eugenia Bujak (SLO)          | 34.                   |
| 83                    | Anastasia Chursina (RUS)     | 16.                   |
| 84                    | Tatiana Guderzo (ITA)        | 85.                   |
| 85                    | Urša Pintar (SLO) (estrada)  | 25.                   |
| 86                    | Eri Yonamine (JPN) (estrada) | 50.                   |

| Movistar Team MOV | Movistar Team MOV              | Movistar Team MOV |
| ----------------- | ------------------------------ | ----------------- |
| Num               | Ciclista                       | Pos               |
| 91                | Katrine Aalerud (NOR)          | 11.               |
| 93                | Jelena Erić (SRB) (estrada)    | 28.               |
| 94                | Alicia González Blanco (ESP)   | 93.               |
| 95                | Paula Patiño (COL)             | 41.               |
| 96                | Gloria Rodríguez Sánchez (ESP) | 51.               |
| 98                | Lourdes Oyarbide (ESP)         | 99.               |

| Ceratizit-WNT Pro Cycling WNT | Ceratizit-WNT Pro Cycling WNT | Ceratizit-WNT Pro Cycling WNT |
| ----------------------------- | ----------------------------- | ----------------------------- |
| Num                           | Ciclista                      | Pos                           |
| 101                           | Erica Magnaldi (ITA)          | 42.                           |
| 102                           | Laura Asencio (FRA)           | 89.                           |
| 103                           | Kathrin Hammes (GER)          | 66.                           |
| 104                           | Julie Norman Leth (DEN)       | 83.                           |
| 105                           | Sarah Rijkes (AUT)            | 69.                           |
| 106                           | Lara Vieceli (ITA)            | 73.                           |

| Valcar-Travel & Service VAL | Valcar-Travel & Service VAL | Valcar-Travel & Service VAL |
| --------------------------- | --------------------------- | --------------------------- |
| Num                         | Ciclista                    | Pos                         |
| 111                         | Marta Cavalli (ITA)         | 17.                         |
| 112                         | Elisa Balsamo (ITA)         | 46.                         |
| 113                         | Vittoria Guazzini (ITA)     | 88.                         |
| 115                         | Federica Piergiovanni (ITA) | DNF                         |
| 116                         | Silvia Pollicini (ITA)      | 102.                        |

| Paule Ka EPK | Paule Ka EPK                       | Paule Ka EPK |
| ------------ | ---------------------------------- | ------------ |
| Num          | Ciclista                           | Pos          |
| 121          | Mikayla Harvey (NZL)               | 7.           |
| 122          | Elise Chabbey (SUI)                | 24.          |
| 123          | Niamh Fisher-Black (NZL) (estrada) | 12.          |
| 124          | Nikola Nosková (CZE)               | 52.          |

| Lotto Soudal Ladies LSL | Lotto Soudal Ladies LSL  | Lotto Soudal Ladies LSL |
| ----------------------- | ------------------------ | ----------------------- |
| Num                     | Ciclista                 | Pos                     |
| 131                     | Julie Van de Velde (BEL) | DNF                     |
| 132                     | Teuntje Beekhuis (NED)   | 43.                     |
| 135                     | Lone Meertens (BEL)      | 97.                     |
| 136                     | Jesse Vandenbulcke (BEL) | DNF                     |

| Cogeas-Mettler-Look Pro Cycling Team CGS | Cogeas-Mettler-Look Pro Cycling Team CGS | Cogeas-Mettler-Look Pro Cycling Team CGS |
| ---------------------------------------- | ---------------------------------------- | ---------------------------------------- |
| Num                                      | Ciclista                                 | Pos                                      |
| 141                                      | Maria Novolodskaya (RUS)                 | 58.                                      |
| 142                                      | Annabel Fisher (GBR)                     | DNF                                      |
| 143                                      | Iuliia Galimullina (RUS)                 | 94.                                      |
| 144                                      | Aigul Gareyeva (RUS)                     | 57.                                      |
| 146                                      | Noemi Rüegg (SUI)                        | DNF                                      |
| 147                                      | Diana Klimova (RUS) (estrada)            | 59.                                      |

| Astana Women's ASA | Astana Women's ASA    | Astana Women's ASA |
| ------------------ | --------------------- | ------------------ |
| Num                | Ciclista              | Pos                |
| 151                | Lisandra Guerra (CUB) | 35.                |
| 153                | Liliana Moreno (COL)  | DNF                |
| 155                | Katia Ragusa (ITA)    | 30.                |
| 156                | Olga Shekel (UKR)     | DNF                |

| Tibco-Silicon Valley Bank TIB | Tibco-Silicon Valley Bank TIB   | Tibco-Silicon Valley Bank TIB |
| ----------------------------- | ------------------------------- | ----------------------------- |
| Num                           | Ciclista                        | Pos                           |
| 161                           | Lauren Stephens (USA)           | 15.                           |
| 162                           | Leah Dixon (GBR)                | 80.                           |
| 163                           | Kristen Faulkner (USA)          | 33.                           |
| 164                           | Nina Kessler (NED)              | 71.                           |
| 165                           | Sharlotte Lucas (NZL) (estrada) | 81.                           |
| 166                           | Shannon Malseed (AUS)           | DNF                           |

| Doltcini-Van Eyck-Proximus DVE | Doltcini-Van Eyck-Proximus DVE        | Doltcini-Van Eyck-Proximus DVE |
| ------------------------------ | ------------------------------------- | ------------------------------ |
| Num                            | Ciclista                              | Pos                            |
| 171                            | Nicole Hanselmann (SUI)               | DNF                            |
| 172                            | Mieke Docx (BEL)                      | 96.                            |
| 173                            | Kathrin Schweinberger (AUT) (estrada) | DNF                            |
| 174                            | Christina Schweinberger (AUT)         | 74.                            |
| 175                            | Nicole Steigenga (NED)                | 67.                            |
| 176                            | Marieke de Groot (NED)                | DNF                            |

| Aromitalia Vaiano VAI | Aromitalia Vaiano VAI     | Aromitalia Vaiano VAI |
| --------------------- | ------------------------- | --------------------- |
| Num                   | Ciclista                  | Pos                   |
| 181                   | Rasa Leleivytė (LTU)      | 55.                   |
| 182                   | Letizia Borghesi (ITA)    | 90.                   |
| 183                   | Anastasia Carbonari (ITA) | DNF                   |
| 184                   | Carmela Cipriani (ITA)    | 54.                   |
| 185                   | Sofia Collinelli (ITA)    | DNF                   |
| 186                   | Giulia Marchesini (ITA)   | DNF                   |

| Arkéa Pro Cycling Team ARK | Arkéa Pro Cycling Team ARK | Arkéa Pro Cycling Team ARK |
| -------------------------- | -------------------------- | -------------------------- |
| Num                        | Ciclista                   | Pos                        |
| 191                        | Sandra Levenez (FRA)       | 26.                        |
| 192                        | Coralie Houdin (FRA)       | 82.                        |
| 193                        | Lucie Jounier (FRA)        | DNF                        |
| 194                        | Typhaine Laurance (FRA)    | 64.                        |
| 195                        | Anaïs Morichon (FRA)       | DNF                        |
| 196                        | Gladys Verhulst (FRA)      | 65.                        |

| Ciclotel CTL | Ciclotel CTL                 | Ciclotel CTL |
| ------------ | ---------------------------- | ------------ |
| Num          | Ciclista                     | Pos          |
| 201          | Olha Kulynych (UKR)          | 103.         |
| 202          | Kim de Baat (BEL)            | DNF          |
| 203          | Valeriya Kononenko (UKR)     | 61.          |
| 204          | Alice Sharpe (IRL) (estrada) | 98.          |
| 205          | Sara Van de Vel (BEL)        | 60.          |
| 206          | Kirstie van Haaften (NED)    | DNF          |

| Chevalmeire CCT | Chevalmeire CCT           | Chevalmeire CCT |
| --------------- | ------------------------- | --------------- |
| Num             | Ciclista                  | Pos             |
| 211             | Rossella Ratto (ITA)      | 76.             |
| 212             | Thalita de Jong (NED)     | DNF             |
| 215             | Puck Moonen (NED)         | DNF             |
| 216             | Kelly Van den Steen (BEL) | 95.             |

| Charente-Maritime CMW | Charente-Maritime CMW | Charente-Maritime CMW |
| --------------------- | --------------------- | --------------------- |
| Num                   | Ciclista              | Pos                   |
| 221                   | Coralie Demay (FRA)   | DNF                   |
| 222                   | Noémie Abgrall (FRA)  | 92.                   |
| 223                   | Alice Coutinho (FRA)  | DNF                   |
| 224                   | India Grangier (FRA)  | 72.                   |
| 225                   | Manon Souyris (FRA)   | 62.                   |

| Massi Tactic MAT | Massi Tactic MAT              | Massi Tactic MAT |
| ---------------- | ----------------------------- | ---------------- |
| Num              | Ciclista                      | Pos              |
| 231              | Mireia Benito (ESP)           | DNF              |
| 232              | Isabel Martin (ESP)           | DNF              |
| 233              | Martina Moreno Monteys (ESP)  | DNF              |
| 234              | Nerea Nuno Iglesias (ESP)     | DNF              |
| 235              | Gabrielle Pilote Fortin (CAN) | DNF              |
| 236              | Mireia Trias (ESP)            | 100.             |

Convenções:
- AB-N: Abandono na etapa "N"
- FLT-N: Retiro por chegada fora do limite de tempo na etapa "N"
- NTS-N: Não tomou a saída para a etapa "N"
- DES-N: Desclassificado ou expulsado na etapa "N"

## UCI WorldTour Feminino
A Flecha Valona Feminina outorgou pontos para o UCI World Ranking Feminino e o UCI WorldTour Feminino para corredoras das equipas nas categorias UCI Team Feminino. As seguintes tabelas mostram o barómetro de pontuação e as 10 corredoras que obtiveram mais pontos:
| Posição   | 1.ª | 2.ª | 3.ª | 4.ª | 5.ª | 6.ª | 7.ª | 8.ª | 9.ª | 10.ª | 11.ª | 12.ª | 13.ª | 14.ª | 15.ª | 16.ª-20.ª | 21.ª-30.ª | 31.ª-40.ª |
| Pontuação | 400 | 320 | 260 | 220 | 180 | 140 | 120 | 100 | 80  | 68   | 56   | 48   | 40   | 32   | 28   | 24        | 16        | 8         |

| Classificação |                       |                                    |        |
| Posição       | Ciclista              | Equipo                             | Pontos |
| ------------- | --------------------- | ---------------------------------- | ------ |
| 1.ª           | Anna van der Breggen  | Boels-Dolmans                      | 400    |
| 2.ª           | Cecilie Uttrup Ludwig | FDJ Nouvelle Aquitaine Futuroscope | 320    |
| 3.ª           | Demi Vollering        | Parkhotel Valkenburg               | 260    |
| 4.ª           | Elizabeth Deignan     | Trek-Segafredo                     | 220    |
| 5.ª           | Elisa Longo Borghini  | Trek-Segafredo                     | 180    |
| 6.ª           | Ashleigh Moolman      | CCC-Liv                            | 140    |
| 7.ª           | Mikayla Harvey        | Paule Ka                           | 120    |
| 8.ª           | Liane Lippert         | Sunweb                             | 100    |
| 9.ª           | Marianne Vos          | CCC-Liv                            | 80     |
| 10.ª          | Katarzyna Niewiadoma  | Canyon SRAM Racing                 | 68     |